# Breach - Incubo nello spazio
Breach - Incubo nello spazio (Breach) è un film statunitense del 2020 diretto da John Suits.

## Trama
Un giovane meccanico Noah a bordo di un'arca interstellare diretta alla Nuova Terra supererà in astuzia un malvagio terrore cosmico intenzionato ad usare l'astronave come arma.